# Hilaira pervicax
Hilaira pervicax là một loài nhện trong họ Linyphiidae.
Loài này thuộc chi Hilaira. Hilaira pervicax được miêu tả năm 1908 bởi Hull.